# Kolbuszowa (gmina)
Kolbuszowa – gmina miejsko-wiejska w województwie podkarpackim, w powiecie kolbuszowskim. W latach 1975–1998 gmina położona była w województwie rzeszowskim.
Siedziba gminy to Kolbuszowa.
Według danych UM Kolbuszowa z 31 grudnia 2017 gminę zamieszkiwało 24 796 osób.

## Struktura powierzchni
Według danych z roku 2002 gmina Kolbuszowa ma obszar 170,59 km², w tym:
- użytki rolne: 68%
- użytki leśne: 22%

Gmina stanowi 22,04% powierzchni powiatu.

## Demografia

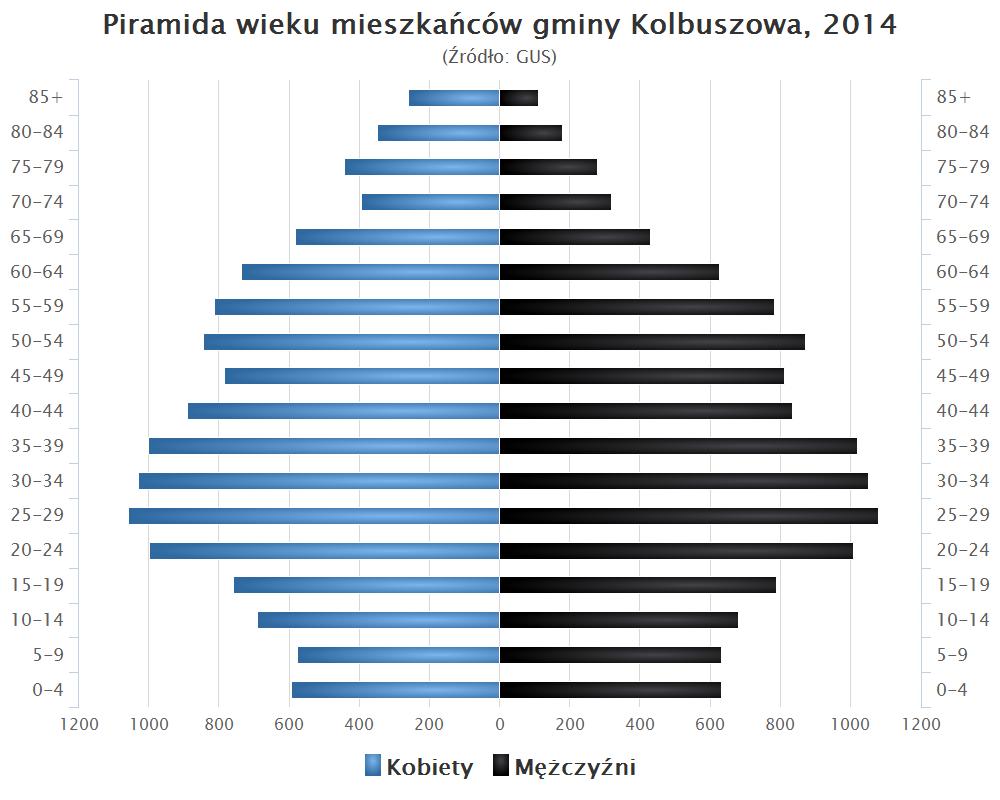
Piramida wieku mieszkańców gminy Kolbuszowa w 2014 roku

Dane z 30 czerwca 2004:
| Opis                              | Ogółem | Ogółem | Kobiety | Kobiety | Mężczyźni | Mężczyźni |
| --------------------------------- | ------ | ------ | ------- | ------- | --------- | --------- |
| Jednostka                         | osób   | %      | osób    | %       | osób      | %         |
| Populacja                         | 24 448 | 100    | 12 569  | 51,4    | 11 879    | 48,6      |
| Gęstość zaludnienia (mieszk./km²) | 143,3  | 143,3  | 73,7    | 73,7    | 69,6      | 69,6      |

## Podział administracyjny gminy
Miasta
Kolbuszowa.
Sołectwa
Bukowiec, Domatków, Kolbuszowa Dolna, Kolbuszowa Górna, Kupno, Nowa Wieś, Przedbórz, Widełka, Zarębki, Werynia, Kłapówka, Świerczów, Huta Przedborska, Poręby Kupieńskie.

## Sąsiednie gminy
Cmolas, Dzikowiec, Głogów Małopolski, Niwiska, Raniżów, Sędziszów Małopolski, Świlcza